# Spruit (stag)
De spruit is een onderdeel van de verstaging van een zeilschip.
De achterstag kan direct midden achter de mast aan de romp van het schip bevestigd zijn, maar kan ook middels een spruit bevestigd worden. De spruit loopt in een omgekeerde V-vorm van het uiteinde van de achterstag naar de bevestigingspunten (puttings) aan de zijkant van het schip, achter de mast. Voordeel van een spruit is de verdeling van de kracht benodigd voor het recht houden van de mast over twee punten, aan beide kanten van het schip.
Bijkomend voordeel is dat het in- en uitstappen over de achterkant van het schip vereenvoudigd wordt.